# Rivière Joseph
Rivière Joseph är ett vattendrag i Kanada.   Det ligger i provinsen Québec, i den sydöstra delen av landet, 120 km norr om huvudstaden Ottawa. Rivière Joseph ligger vid sjön Lac Saint-Joseph.
I omgivningarna runt Rivière Joseph växer i huvudsak blandskog. Runt Rivière Joseph är det mycket glesbefolkat, med 3 invånare per kvadratkilometer.